# 周卓凡
周卓凡，二十世紀初香港企業家，周少岐之弟，周錫年爵士之父。周卓凡祖籍廣東東莞常平鎮橋梓村，早年曾北上参與清末科舉考獲秀才等功名，之後在清政府任職海關。後回港協助兄長管理祖業，亦是當年著名的股票投資高手。周卓凡於1903年獲委為非官守太平紳士。